# Ponte della Morcella
Il Ponte della Morcella (in dialetto locale Pont dla Morcèlla) è un ponte sul fiume Nestore posto al di sotto dell'omonima località del comune di Marsciano, in Umbria.
Edificato a cavallo tra il 1945 e 1946, al termine della seconda guerra mondiale, il Ponte della Morcella è dal punto di vista architettonico un ponte ad arco unico, realizzato completamente in cemento e mattoni.
Fu rilevante durante il secondo dopoguerra perché era l'unico passaggio possibile per giungere a Marsciano provenendo dal settore occidentale della regione. Fino agli anni settanta era anche unico collegamento all'interno del territorio comunale di Marsciano.

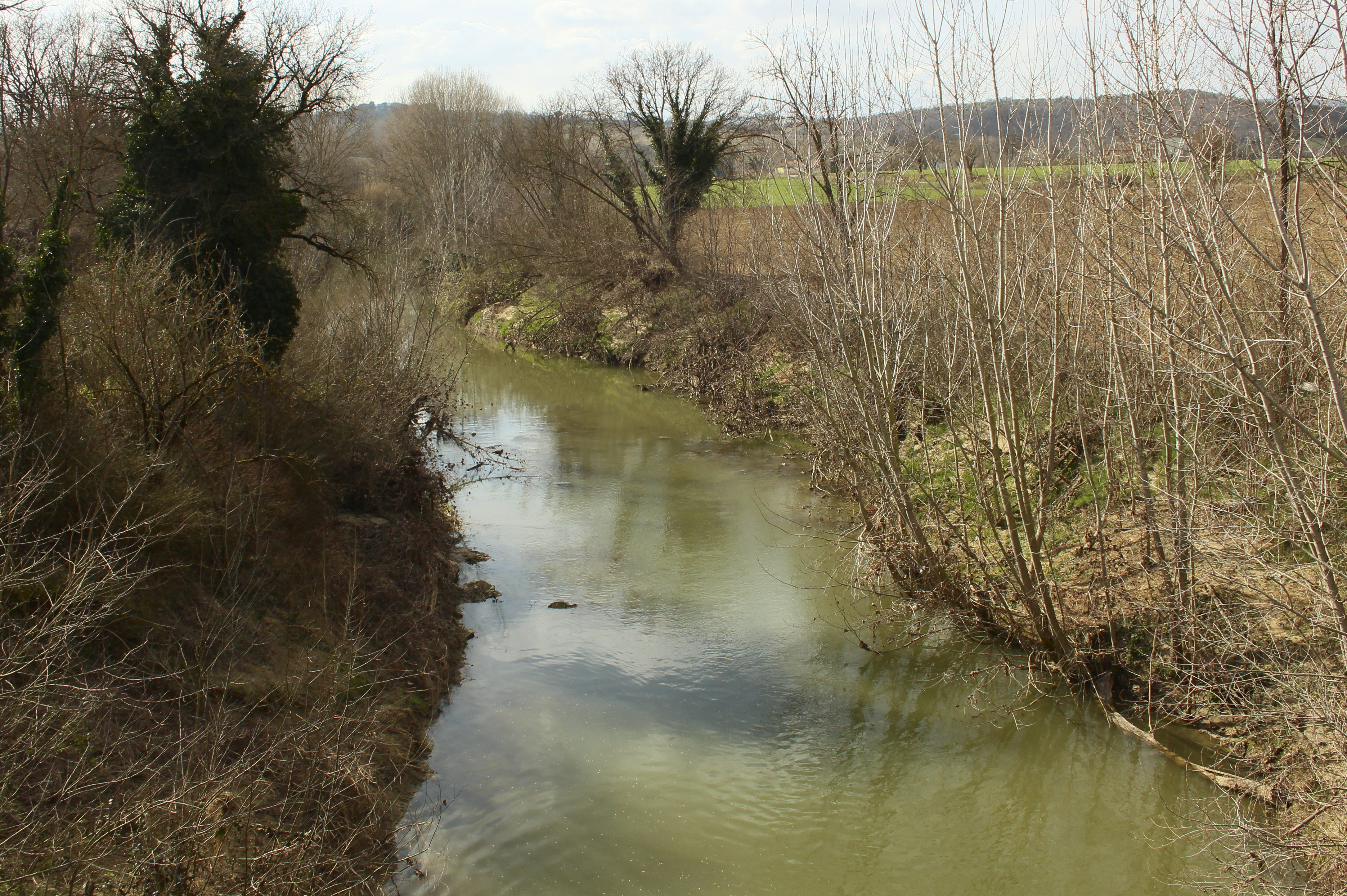
Vista del fiume dal Ponte.